# La Grande Famille
La Grande Famille est une émission de télévision française diffusée en mi-journée sur Canal+ de 1990 à 1997 et présentée successivement par Michel Denisot, Jean-Luc Delarue, Michel Field et le duo Alexandre Devoise et Philippe Vecchi.

## Principe de l'émission
Autour d'une table, plusieurs chroniqueurs abordent des thèmes différents de la vie quotidienne et de la consommation.
L'émission est ponctuée par diverses rubriques récurrentes avec les témoignages d'invités en plateau et la diffusion de petits reportages, ainsi qu'un flash d'information et un bulletin météo.

## Historique
Michel Denisot succède, pour la tranche quotidienne de la mi-journée, à l'émission Direct, inaugurée le 9 octobre 1985 par Philippe Gildas, avec l'émission Demain de 1988 à 1990, puis La Grande Famille dès le 28 août 1990.
Jean-Luc Delarue (déjà chroniqueur dans l'émission à cette époque) succède à Michel Denisot en 1991, devenant le « chef » de la Grande Famille, jusqu'à l'année 1994, qui marque l'année de ses trente ans, pour partir sur France 2.
Entre 1994 et 1995, Michel Field prend la relève, pour une saison seulement.
Durant les deux années suivantes, c'est un duo masculin qui prend la tête de Grande famille, Alexandre Devoise, déjà chroniqueur dans l'émission, et Philippe Vecchi.
L'émission est arrêtée en 1997 pour être remplacée par le rendez-vous Tout va bien proposé par Jérôme Bonaldi.

## Chroniqueurs
L'un des plus célèbres chroniqueurs de l'émission est le critique culinaire et ancien restaurateur Jean-Pierre Coffe, resté dans les mémoires pour ces « coups de gueule » contre la malbouffe et l'alimentation industrielle en général, avec notamment sa sortie « C'est de la merde ! » en parlant lors d'une émission d'une charcuterie industrielle bas de gamme. En plus de ces chroniques, chaque semaine Coffe parcourait les marchés de France accompagné d'une célébrité, faisant le marché en vue de réaliser un repas de qualité, avec comme somme maximum deux cents francs (30 euros).
En 1995, Jean-Pierre Coffe quitte le programme et est remplacé par la restauratrice Lulu (Lucette Rousseau), du restaurant l'Assiette. 
- Béatrice Le Métayer a présenté la météo et des chroniques sur l'environnement jusqu'en 1994.
- Mademoiselle Agnès a animé une rubrique mode et tendances en fin d'émission.
- Agnès Michaux a été chroniqueuse de 1993 à 1997.
- Claude Halmos a traité des questions « psy ».

À partir de la rubrique « Emploi » de l'émission, conçue et présentée par Martine Mauléon, la chaîne programme une déclinaison spécifique plus courte, avant de lancer l'émission Demain !, la chaîne de télévision en faveur de l'emploi et de l'insertion professionnelle que la journaliste a longtemps dirigé jusqu'à son décès en 2003.

## Évolution de la case de la mi-journée
À la suite de La Grande Famille, la tranche horaire de la mi-journée sur Canal+ connaît une série de tentatives plus ou moins concluantes.
- Pour la saison 1997-1998, l'équipe menée par Jérôme Bonaldi reprend le flambeau avec Tout va bien, dont le concept est proche de celui de La Grande Famille et de la première partie de Nulle part ailleurs.
- La saison suivante, Anne Depétrini et Philippe Gildas reprennent le créneau avec Un autre journal (nommé Nulle part ailleurs midi pour la saison 2000-2001) jusqu'en 2001.
- En 2001, Philippe Gildas rempile pour quelques mois (de septembre à décembre) avec Gildas & Vous, une émission de témoignages en compagnie de la psychanalyste Fabienne Kraemer[4].
- Jusqu'en juin 2002, la tranche est occupée par un journal produit par i>Télé, animé par Bruce Toussaint et Stéphanie Renouvin[5].
- En 2002-2003, Philippe Dana et Bruce Toussaint animent Le 12:30, un grand journal produit par i>Télé en deux parties : le journal, puis une interview pour laquelle les téléspectateurs sont amenés à intervenir par téléphone.
- En 2003-2004, Géraldine Carré anime La Vie en clair entourée d'une série de chroniqueurs, parmi lesquels Marie Montuir et Pierre Mathieu.
- Jusqu'à la rentrée 2006, Maïtena Biraben présente Nous ne sommes pas des anges avec des chroniqueurs, parmi lesquels Jean-François Kervéan et Daphné Bürki.
- Pour la rentrée 2006, Pascale Clark s'installe dans la case pour une version quotidienne de En aparté, en direct et en présence de chroniqueurs aux côtés de l'invité.

Toutes ces émissions ont partagé le même ton convivial, des chroniques et des décors semblables. Toutefois, aucune n'a véritablement réussi à s'imposer, faute d'audience.